# CHL Player of the Year

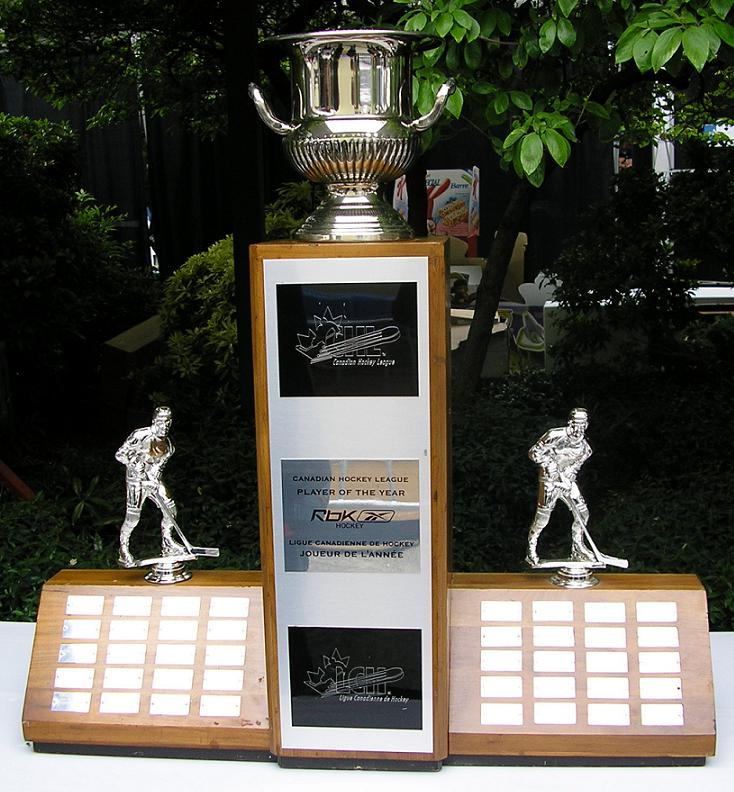
Trofén CHL Player of the Year

CHL Player of the Year är ett pris som delas ut årligen till den bäste spelaren i alla kanadensiska juniorligor. Vinnaren väljs bland de tre olika spelare som tidigare under säsongen belönats med Red Tilson Trophy (Mest Värdefulle Spelare i Ontario Hockey League), Michel Briere Memorial Trophy (Mest Värdefulle Spelare i QMJHL) respektive Four Broncos Memorial Trophy (Mest Värdefulle Spelare i WHL). Ungefär hälften av vinnarna har sedan gått vidare och blivit etablerade NHL-stjärnor (t.ex. Mario Lemieux, Joe Sakic och Sidney Crosby) men lika många har misslyckats i NHL och antingen fortsatt spela i Europa eller avslutat sina karriärer i förtid.

## Vinnare
- 2021-22 Logan Stankoven, Kamloops Blazers
- 2019-20 Alexis Lafreniere, Rimouski Oceanic
- 2018-19 Alexis Lafreniere, Rimouski Oceanic
- 2017-18 Alex Barré-Boulet, Blainville-Boisbriand Armada
- 2016-17 Alex DeBrincat, Erie Otters
- 2015-16 Mitch Marner, London Knights
- 2014-15 Connor McDavid, Erie Otters
- 2013-14 Anthony Mantha, Val-d’Or Foreurs
- 2012-13 Jonathan Drouin, Halifax Mooseheads
- 2011-12 Brendan Shinnimin, Tri-City Americans
- 2010-11 Ryan Ellis, Windsor Spitfires
- 2009-10 Jordan Eberle, Regina Pats
- 2008-09 Cody Hodgson, Brampton Battalion
- 2007-08 Justin Azevedo, Kitchener Rangers
- 2006-07 John Tavares, Oshawa Generals
- 2005-06 Alexander Radulov, Remparts de Québec
- 2004-05 Sidney Crosby, Océanic de Rimouski
- 2003-04 Sidney Crosby, Océanic de Rimouski
- 2002-03 Corey Locke, Ottawa 67's
- 2001-02 Pierre-Marc Bouchard, Saguenéens de Chicoutimi
- 2000-01 Simon Gamache, Foreurs de Val-d'Or
- 1999-00 Brad Richards, Océanic de Rimouski
- 1998-99 Brian Campbell, Ottawa 67's
- 1997-98 Sergei Varlamov, Swift Current Broncos
- 1996-97 Alyn McCauley, Ottawa 67's
- 1995-96 Christian Dubé, Castors de Sherbrooke
- 1994-95 David Ling, Kingston Frontenacs
- 1993-94 Jason Allison, London Knights
- 1992-93 Pat Peake, Detroit Junior Red Wings
- 1991-92 Charles Poulin, Laser de St-Hyacinthe
- 1990-91 Eric Lindros, Oshawa Generals
- 1989-90 Mike Ricci, Peterborough Petes
- 1988-89 Bryan Fogarty, Niagara Falls Thunder
- 1987-88 Joe Sakic, Swift Current Broncos
- 1986-87 Rob Brown, Kamloops Blazers
- 1985-86 Luc Robitaille, Olympiques de Hull
- 1984-85 Dan Hodgson, Prince Albert Raiders
- 1983-84 Mario Lemieux, Voisins de Laval
- 1982-83 Pat LaFontaine, Juniors de Verdun
- 1981-82 Dave Simpson, London Knights
- 1980-81 Dale Hawerchuk, Cornwall Royals
- 1979-80 Doug Wickenheiser, Regina Pats
- 1978-79 Pierre Lacroix, Draveurs de Trois-Rivières
- 1977-78 Bobby Smith, Ottawa 67's
- 1976-77 Dale McCourt, St. Catharines Fincups
- 1975-76 Peter Lee, Ottawa 67's
- 1974-75 Ed Staniowski, Regina Pats